# Сенат Іспанії
Сена́т Іспа́нії (ісп. Senado de España) — верхня палата Генеральних кортесів, парламенту Іспанії. Складається з 266 членів, з яких загальним голосуванням вибираються 208, решта 58 призначаються регіональними законодавчими органами. Всі сенатори працюють протягом чотирьох років. Сенат був заснований в 1837 році. Після приходу до влади Мігеля Прімо де Рівера діяльність сенату була припинена в 1923 році, і тільки з 1978 верхня палата парламенту Іспанії знову почала проводити свої засідання.
Останні вибори пройшли 20 листопада 2011. Чинний сенат є XV за рахунком і діє з 2023 року.